# MENA
De term MENA (een acroniem voor het Engelse Middle East and North Africa, Midden-Oosten en Noord-Afrika) is een term die in economische en academische context gebruikt wordt om de regio bestaande uit het Midden-Oosten en Noord-Afrika te beschrijven. De term dekt een uitgebreide streek, die zich uitstrekt van Marokko tot Afghanistan, met inbegrip van alle landen in het Midden-Oosten en de landen van de Maghreb. Het komt daarmee grotendeels overeen met de Arabische wereld, maar omvat ook enkele niet-Arabische landen die vanwege hun culturele, religieuze en politieke geschiedenis bij de regio gerekend worden.

## Landen

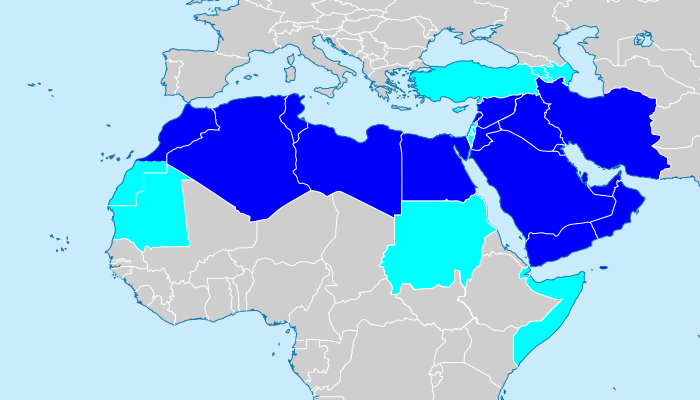
Landen van MENA

MENA heeft geen eensluidende definitie; verschillende organisaties definiëren de regio op verschillende wijze. De Wereldbank definieert de MENA-regio als volgt:
- Afghanistan
- Algerije
- Bahrein
- Djibouti*
- Egypte
- Iran
- Irak
- Israël
- Jemen
- Jordanië
- Koeweit
- Libanon
- Libië
- Malta*
- Marokko
- Oman
- Palestijnse Gebieden
- Qatar
- Saoedi-Arabië
- Somalië*
- Syrië
- Tunesië
- Verenigde Arabische Emiraten

*Djibouti, Malta en Somalië worden door andere bronnen weer niet tot de MENA-regio gerekend.
Daarnaast worden, afhankelijk van de context, ook wel de volgende landen tot de regio gerekend:
- Comoren[5]
- Cyprus[1]
- Soedan[1]
- Turkije[1]

## Economie
De MENA-regio heeft enorme reserves van aardolie en aardgas die gelden als vitale bron van de mondiale economische stabiliteit. Volgens het Oil and Gas Journal (1 januari 2009) heeft de MENA-regio 60% van 's werelds oliereserves en 45% van 's werelds aardgasreserves. In 2010 waren 8 van de 12 OPEC-landen gelegen in de MENA-regio.